# Heather L. Pringle

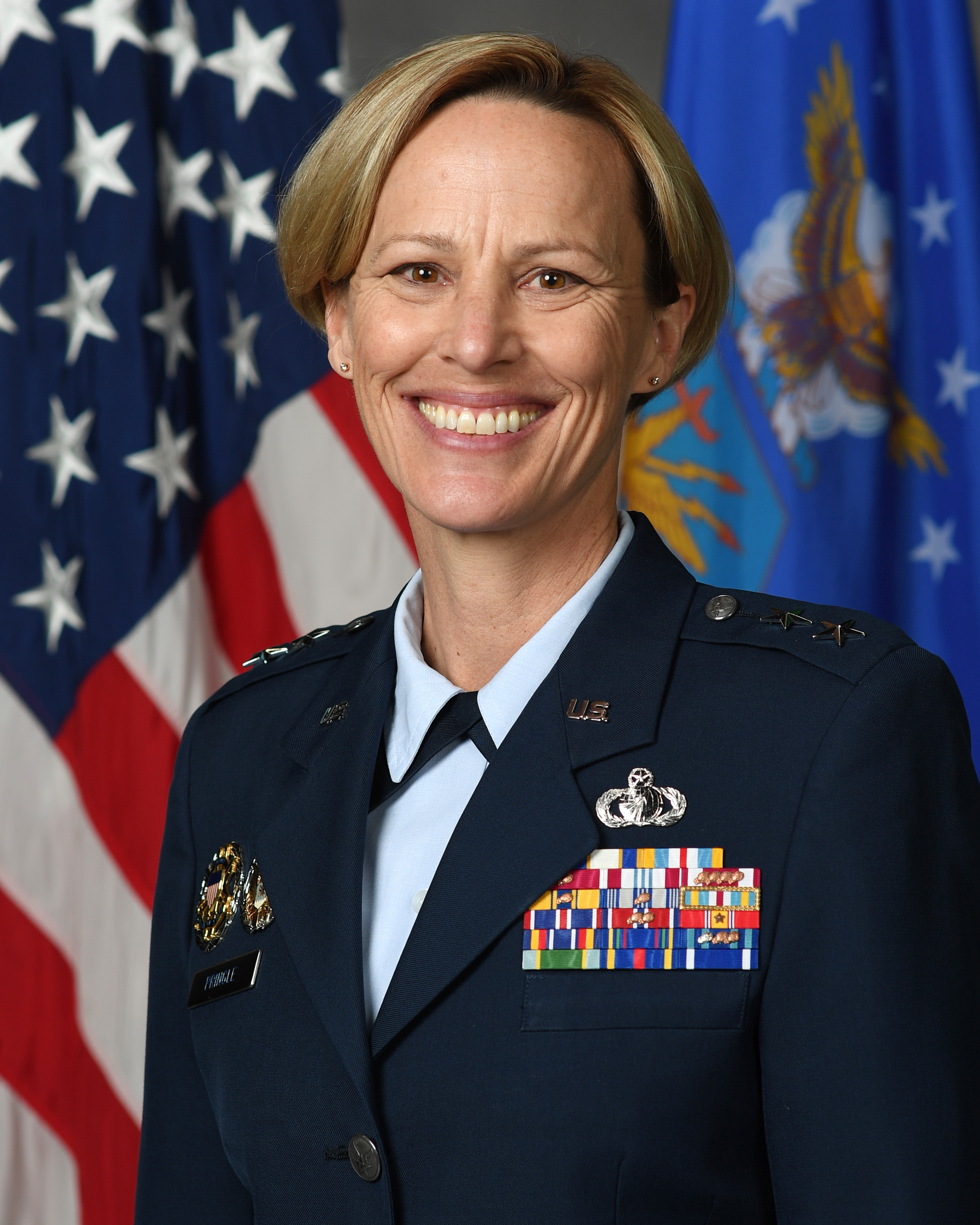
Major General Heather L. Pringle (10. Mai 2021)

Heather L. Pringle ist ein pensionierter Generalmajor (englisch Major general) der United States Air Force, die von Juni 2020 bis August 2023 als Kommandant des Air Force Research Laboratory beim Air Force Materiel Command auf der Wright-Patterson Air Force Base in Dayton (Ohio) tätig war. Zuvor war sie Direktorin für strategische Pläne der U.S. Air Force.

## Werdegang
Heather L. Pringle erhielt ihr Offizierspatent von der U.S. Air Force Academy im Jahr 1991. Sie hat Erfahrung in wissenschaftlicher und technologischer Entwicklung, im Management von Akquisitionsprogrammen, in der Programm- und Budgetanalyse sowie in der Aufbauunterstützung. Darüber hinaus förderte die Generalin während ihrer Amtszeit als Kommandeurin der „555th International Materiel Squadron“ und während ihres Dienstes in Afghanistan als Stabschefin des politischen Beraters für die International Security Assistance Forces, internationale Beziehungen, interoperable Fähigkeiten und nachhaltiges Engagement mit Partnern im Nahen Osten und Asien. Ferner unterstützte sie den Stabschef der Luftwaffe als Executive Officer bei allen offiziellen Aufgaben und Kontakten mit dem Kongress, Verbündeten, dem Führungsstab, den Combatant Commands und anderen Regierungsbehörden. Vor ihrer derzeitigen Aufgabe diente Pringle als Direktorin für strategische Pläne, stellvertretende Stabschefin für Pläne und Programme im Hauptquartier der US-Luftwaffe in Arlington in Virginia.
Zuletzt war sie die Kommandantin des Air Force Research Laboratory des Air Force Materiel Command in Dayton, Ohio. Dort war sie verantwortlich für die Verwaltung eines Wissenschafts- und Technologieprogramms der Air Force im Wert von 3 Milliarden Dollar sowie für weitere 3 Milliarden Dollar an extern finanzierter Forschung und Entwicklung. Darüber hinaus war sie für die Führung von ca. 6.500 Mitarbeitern in den neun Technologiedirektionen des Labors, dem „711th Human Performance Wing“ (711 HPW) und „AFWERX“ verantwortlich. Am 1. August 2023 trat sie in den Ruhestand.

## Ausbildung
- 1991: Bachelor of Science, Human Factors, U.S. Air Force Academy, Colorado Springs, Colorado.
- 1992: Master of Arts, Ingenieurpsychologie, University of Illinois at Urbana-Champaign, Urbana.
- 1997: Squadron Officer School, Maxwell Air Force Base, Alabama
- 2000: Doctor of Philosophy, Ingenieurpsychologie, University of Illinois at Urbana-Champaign, Urbana.
- 2005: Distinguished Graduate, Master of Science (M.Sc.), Military Operational Art Distinguished Graduate and Science, Air Command and Staff College, Maxwell AFB, Alabama.
- 2011: Distinguished Graduate, Master of Science (M.Sc.), National Security Strategy, National War College, Fort Lesley J. McNair, Washington, D.C.[1]

## Auszeichnungen und Ehrungen
- Air Force Distinguished Service Medal
- Defense Superior Service Medal
- Legion of Merit with oak leaf cluster
- Defense Meritorious Service Medal
- Meritorious Service Medal with four oak leaf clusters
- Air Force Commendation Medal with oak leaf cluster
- Air Force Achievement Medal with oak leaf cluster
- Joint Meritorious Unit Award (JMUA)
- Air Force Organizational Excellence Award with two oak leaf clusters[1]